# Бонавидес, Карлос
Карлос Бонавидес (исп. Carlos Bonavides; род. 14 октября 1942, Веракрус, Мексика) — мексиканский актёр-комик.

## Биография
Родился 14 октября 1942 года в Веракрусе. С детства обожал смотреть мексиканские комедии и юмористические телепередачи. Он очень хотел стать актёром-комиком и актёром мелодраматического жанра. Мечта актёра сбывается в начале 1960-х годов, когда его утвердили на главную роль в неизвестном комедийном мексиканском телесериале, после успеха которого, его узнавали на улицах и в шутку называли актёра «мексиканским Аркадием Райкиным». Позднее актёр снимался уже в серьёзных мексиканских мелодраматических сериалах, но героями актёра по прежнему остаются комические шуты и весельчаки, а также смешные толстяки.
Российским зрителям актёр известен как исполнитель роли доктора Рохаса в телесериале «Просто Мария» (1989) и весельчака Руфино «Пульпо» Санчеса в телесериале «Мачеха» (2005). На родине в Мексике актёр известен прежде всего как гурман и телеведущий мексиканского кулинарного телевизионного шоу, которое бьёт все рекорды популярности на протяжении 10 лет с момента выхода.
Сегодня актёр выглядит на 40 лет благодаря активной физической подготовке, плаванию и занятиям йогой и пилатесом.

## Фильмография

### Сериалы студииTelevisa
1. 1982 — Из-за любви
2. 1986-1987 — Волчье логово — Леонардо Санчес
3. 1989-1990 — Просто Мария — доктор Рохас (дубляж — Сергей Паршин)
4. 1992 — Американские горки — Ансельмо
5. 1995 — Самая большая премия — Уичо Домингес
6. 1997 — Здоровье, деньги и любовь — Уичо Домингес (продолжение сериала Самая большая премия)